# Heatwave
Heatwave fue un grupo británico de música disco, originario de la ciudad de Londres, Inglaterra; activo entre 1975 hasta 1984. El estilo de música del grupo fue inspirado en el funk. Fue fundado por los hermanos Johnnie y Keith Wilder de los Estados Unidos. Luego se unieron el guitarrista británico Roy Carter, Eric Johns de Jamaica, el  bajista  suizo Mario Mantese, y el  baterista  checo, Emesten Berger.
Tuvieron su mayor éxito en 1976 con la canción "Boogie Nights".

## Discografía
- Too Hot to Handle (1976)
- Central Heating (1977)
- Hot Property (1978)
- Candles (1981)
- Current (1982)